# 根城
根城日本之古城。所在地位於青森縣八戶市根城。日本國內指定史跡。日本100名城之一。